# Ascochyta polemonii
Ascochyta polemonii är en svampart som beskrevs av Cavara 1899. Ascochyta polemonii ingår i släktet Ascochyta, ordningen Pleosporales, klassen Dothideomycetes, divisionen sporsäcksvampar och riket svampar.   Inga underarter finns listade i Catalogue of Life.